# Teratocephalus cornutus
Teratocephalus cornutus är en rundmaskart som beskrevs av Nathan Augustus Cobb 1914. Teratocephalus cornutus ingår i släktet Teratocephalus och familjen Teratocephalidae. Inga underarter finns listade i Catalogue of Life.